# Dactylocladus stenostachya
Dactylocladus es un género monotípico de plantas con flores perteneciente a la familia Crypteroniaceae. Su única especie: Dactylocladus stenostachya Oliv., es  nativa de las selvas bajas de Borneo.

## Taxonomía
Dactylocladus stenostachya fue descrita por  Daniel Oliver y publicado en Hooker's Icones Plantarum 24: t. 2341. 1895.